# 朱載㙂
襄邑王朱载㙂（16世纪—1583年），襄邑端顺王朱厚燔子。
嘉靖三十三年（1554年），朱厚燔去世。三十八年（1559年），明世宗遣武安伯鄭崑等為正使持節，翰林院修撰唐汝楫等為副使捧冊，封朱載㙂袭爵為襄邑王。
后来朱载㙂被查出是朱厚燔擅婚所生，没有获得爵位乃至袭封郡王的资格。萬曆六年（1578年）七月，明神宗因長史趙應元没有请求改正朱载㙂冒袭郡王，夺俸二月；准朱載㙂終身为郡王，但不许子孙继续承袭。
万历十一年（1583年）朱载㙂去世，国除。子朱翊釤。之后朱翊釤是否以某种爵位受任为管襄邑王府事的奉祀宗室，待考。